# ミュージックマジック
『ミュージックマジック』（Musicmagic）は、リターン・トゥ・フォーエヴァーが1977年に発表したアルバム。

## 解説
大幅なメンバー・チェンジを経て制作されたアルバム。チック・コリアの妻であるゲイル・モランや、初期のメンバーだったジョー・ファレル等が加入して、9人編成で録音された。バンドがギタリスト不在の編成でアルバムを制作したのは、『ライト・アズ・ア・フェザー』（1972年）以来となる。
アメリカのBillboard 200では38位、『ビルボード』誌のジャズ・チャートでは4位に達した。
本作に伴うツアーを最後に、バンドは一度解散したため、この編成による唯一のスタジオ・アルバムとなった。

## 収録曲
1. ザ・ミュージシャン - "The Musician" (Chick Corea) - 7:09
2. ハロー・アゲイン - "Hello Again" (Stanley Clarke) - 3:48
3. ミュージックマジック - "Musicmagic" (C. Corea, Gayle Moran) - 11:02
4. ソー・ロング・ミッキー・マウス - "So Long Mickey Mouse" (S. Clarke) - 6:07
5. ドゥ・ユー・エヴァー - "Do You Ever" (G. Moran) - 3:58
6. エンドレス・ナイト - "The Endless Night" (C. Corea, G. Moran) - 9:40

## 参加ミュージシャン
- チック・コリア - ピアノ、エレクトリックピアノ、クラヴィネット、シンセサイザー、ボーカル
- ゲイル・モラン - ボーカル、ピアノ、ハモンドオルガン
- ジョー・ファレル - サックス、フルート
- ジョン・トーマス - トランペット、フリューゲルホルン
- ジェイムズ・ティンズレイ - トランペット、フリューゲルホルン
- ハロルド・ギャレット - トロンボーン
- ジム・ピュー - トロンボーン
- スタンリー・クラーク - エレクトリックベース、ボーカル
- ジェリー・ブラウン - ドラムス